# Noga Erez
Noga Erez (en hebreo: נֹגַהּ אֶרֶז) (Tel Aviv, 26 de diciembre de 1989) es una cantante, compositora y productora israelí. En 2017, Apple utilizó su canción Dance While You Shoot en una campaña publicitaria para su servicio de transmisión de música.  En el mismo año lanzó su álbum debut, Off the Radar, con gran éxito de crítica. Su segundo álbum, Kids fue lanzado en 2021.

## Primeros años de vida
Erez nació en Tel Aviv pero creció en Cesarea, en la costa de Israel, desde los seis años, en una familia judía.Estudió composición en la Academia de Música y Danza de Jerusalén. A lo largo de su infancia y mientras crecía, práctico diferentes instrumentos y estudió diferentes estilos de música.Erez formó parte de diferentes grupos y ensambles como vocalista, teclista y percusionista.
Sirvió como soldado en una banda militar de las Fuerzas de Defensa de Israel.

## Influencias
El estilo musical de Erez tiene influencias de la música alternativa, electrónica y el hip hop basado en samples, pero también está fuertemente influenciado por circunstancias políticas tanto en su país como a nivel mundial, aunque se ha mostrado reticente a describir su trabajo como político. En una entrevista con The Guardian, Erez describe sus canciones como su forma de "procesar los problemas que me molestan del mundo".
Su música también hace referencia a sus influencias musicales como Flying Lotus, Björk, Frank Ocean, Gorillaz o Kendrick Lamar. Con una mezcla de cajas de ritmos, sintetizadores y voces, describe el caos en el entorno en el que creció, a través de melodías bailables y con mucho bajo.